# 长乐烧
长乐烧是广东五华县出产的一种米香型白酒，是种客家白酒。五华当地酿酒历史悠久，自晋朝就有记录，至明朝万历年间，酿造技艺由岐岭镇黄阿满等人完善，自明末起五华各乡村开始普遍酿造，流传迄今，以用五华河上游支流岐岭河河水所酿为最佳。五华因宋朝于1071年在当地设置长乐县而古称长乐，清代所酿烧酒就沿用地名被称为长乐烧酒，简称“长乐烧”。1953年当局将岐岭镇上十余家酒坊合并联营生产；1956年转为长乐烧酒生产车间，隶属于五华县酒厂；1978年6月酒厂从五华县酒厂独立，成为五华长乐烧酒厂。2000年4月被瑞华集团收购成为民企，之后其酿造工艺被收入广东省非物质文化遗产。